# روشناوند (خوسف)
روشناوند یک روستا در ایران است که در دهستان قلعه زری شهرستان خوسف واقع شده‌است.